# 安胜镇
安胜乡，是中华人民共和国重庆市梁平区下辖的一个乡镇级行政单位。

## 行政区划
安胜乡下辖以下地区：
金平村、高峰村、龙印村、井坝村和梁安村。